# الزغبة (مكة)
الزغبة (بالإنجليزية: Az Zughbah)‏ هي قرية في منطقة مكة المكرمة، في غرب المملكة العربية السعودية.